# 21 юни
21 юни е 172-рият ден в годината според григорианския календар (173-ти през високосна година). Остават 193 дни до края на годината.

## Събития
- 1913 г. – По време на Междусъюзническата война българската 2-ра армия губи боевете при Кукуш и Лахна. Кукуш е превзет и изгорен от гръцката армия.
- 1918 г. – Съставено е тридесет и шестото правителство на България, начело с Александър Малинов.
- 1919 г. – Германия потопява морския си флот, разположен край архипелага Оркни (Шотландия), за да не бъде предаден по силата на Версайския договор на Великобритания.
- 1958 г. – Политбюро на ЦК на БКП взема решение за постепенно сливане на турските и българските училища.
- 1982 г. – Самолетът при полет 403 на „Еър Индия“ се разбива на летище Сахар, Бомбай, Индия и убива 17 души на борда.
- 1990 г. – В Иран в резултат на земетресение загиват около 40 хиляди души.
- 2000 г. – Учени от НАСА съобщават за откриването на вода на повърхността на Марс.
- 2004 г. – Ракетопланът SpaceShipOne извършва първия частно финансиран космически полет с човек на борда.
- 2009 г. – Гренландия преминава на самоуправление.

## Родени
- 1002 г. – Лъв IX, римски папа († 1054 г.)
- 1732 г. – Йохан Кристоф Фридрих Бах, германски композитор († 1795 г.)
- 1781 г. – Симеон Дени Поасон, френски математик и физик († 1840 г.)
- 1856 г. – Фридрих Клуге, германски езиковед († 1926 г.)
- 1864 г. – Митрофан Пятницки, руски музикант († 1927 г.)
- 1866 г. – Чичо Стоян, български поет († 1939 г.)
- 1892 г. – Райнхолд Нибур, американски теолог († 1971 г.)
- 1898 г. – Пенка Икономова, българска драматична и филмова актриса († 1988 г.)
- 1905 г. – Жан-Пол Сартър, френски философ и писател, Нобелов лауреат († 1980 г.)
- 1914 г. – Уилям Викри, американски икономист († 1996 г.)
- 1917 г. – Неделчо Бончев, български военен пилот († вероятно 1944 г.)
- 1921 г. – Хелмут Хайсенбютел, немски писател († 1996 г.)
- 1921 г. – Джуди Холидей, американска актриса († 1965 г.)
- 1946 г. – Кирил Ивков, български футболист († 2025 г.)
- 1947 г. – Ширин Ебади, иранска правозащитничка, Нобелова лауреатка през 2003 г.
- 1948 г. – Анджей Сапковски, полски писател
- 1948 г. – Дон Еъри, английски рокпианист
- 1953 г. – Беназир Бхуто, първа жена министър-председател на Пакистан († 2007 г.)
- 1955 г. – Мишел Платини, френски футболист
- 1961 г. – Ману Чао, френски певец
- 1962 г. – Виктор Цой, съветски рок певец († 1990 г.)
- 1965 г. – Лари Уашовски, американски кинорежисьор
- 1969 г. – Димитър Балабанов, български футболист
- 1969 г. – Маркус Ортс, немски писател
- 1971 г. – Анет Олсон, шведска певица (Nightwish)
- 1971 г. – Фарид Мондрагон, колумбийски футболист
- 1973 г. – Джулиет Люис, американска актриса
- 1974 г. – Хрисимир Димитров, български баскетболист
- 1976 г. – Рене Ауфхаузер, австрийски футболист
- 1976 г. – Траян Дянков, български футболист
- 1979 г. – Крис Прат, американски актьор
- 1982 г. – Уилям Уелс, принц на Уелс
- 1986 г. – Лана Дел Рей, американска певица
- 1987 г. – Зебастиан Прьодъл, австрийски футболист
- 1991 г. – Гаел Какута, френски футболист

## Починали
- 1377 г. – Едуард III, крал на Англия (* 1312 г.)
- 1305 г. – Вацлав II, Крал на Бохемия (* 1271 г.)
- 1527 г. – Николо Макиавели, италиански философ, историк и държавник (* 1469 г.)
- 1529 г. – Джон Скелтън, английски поет (* ок. 1460)
- 1832 г. – Амалия фон Хесен-Дармщат, германска принцеса (* 1754 г.)
- 1852 г. – Фридрих Фрьобел, германски педагог (* 1782 г.)
- 1857 г. – Луи Жак Тенар, френски химик (* 1777 г.)
- 1874 г. – Андерс Ангстрьом, шведски физик (* 1814 г.)
- 1876 г. – Антонио Лопес де Санта Ана, президент на Мексико (* 1795 г.)
- 1908 г. – Николай Римски-Корсаков, руски композитор (* 1844 г.)
- 1914 г. – Берта фон Зутнер, австрийска писателка, Нобелов лауреат (* 1843 г.)
- 1918 г. – Едуард Абрамовски, полски учен (* 1868 г.)
- 1937 г. – Симеон Ванков, български офицер и руски генерал (* 1858 г.)
- 1957 г. – Йоханес Щарк, германски физик, Нобелов лауреат (* 1874 г.)
- 1970 г. – Сукарно, президент на Индонезия (* 1901 г.)
- 1981 г. – Асен Василиев, български изкуствовед (* 1900 г.)
- 1995 г. – Лальо Аврамов, български цигулар (* 1934 г.)
- 1996 г. – Кирил Варийски, български актьор (* 1954 г.)
- 1999 г. – Георги Кишкилов, български актьор (* 1932 г.)
- 1999 г. – Карл Кролов, немски поет и есеист (* 1915 г.)
- 2001 г. – Джон Лий Хукър, американски блус музикант (* 1917 г.)
- 2014 г. – Владислав Икономов, български режисьор (* 1938 г.)

## Празници
- Международен ден на скейтбординга
- Ден на лятното слънцестоене в Антарктида – средата на антарктическата земя
- Световен ден на хидрологията – отбелязва се от 2006 г. по инициатива на Международната организация по хидрография с подкрепата на Общото събрание на ООН